# Lodões
Lodões is een plaats (freguesia) in de Portugese gemeente Vila Flor en telt 142 inwoners (2001).